# Монро (окръг, Западна Вирджиния)
Вижте пояснителната страница за други значения на Монро.
Окръг Монро (на английски: Monroe County) е окръг в щата Западна Вирджиния, Съединени американски щати. Площта му е 1228 km², а населението – 13 463 души (2012). Административен център е град Юниън.